# Jaume de la Marca
Jaume de la Marca (Monteprandone, Marca d'Ancona, 1 de setembre de 1393e – Nàpols, 28 de novembre de 1476), també conegut com a Domenico Gangala o Jacopo Gangala va ser un frare italià, membre dels franciscans observants, predicador i escriptor. Va ser canonitzat el 1726 i és venerat per l'Església catòlica.
És conegut per una biografia escrita el 1485 per Venanzi da Fabriano, el seu company i secretari, que va inspirar totes les obres successives. Tot i ser contemporani l'obra de Fabriano és força aproximativa, com que va ser escrit amb el clar fi de facilitar una ràpida canonització. Només des del 1974 es va començar un estudi historiogràfic més científic i completar certes llacunes.

## Biografia
Va néixer probablement al si d'una família pobre i va rebre el nom de Domenico Gangala. Va recordar que de jove havia de pasturar porc i ovelles. Comença a estudiar amb un oncle sacerdot, que l'envià a estudiar arts liberals a Ascoli Piceno i es doctorà en Dret civil a Perusa cap al 1412. Treballà com a jutge a Bibbiena (Toscana) i com a notari a la cancelleria municipal de Florència. Va entrar en contacte amb els frares menors; va meditar i deixà la carrera jurídica per ingressar a l'orde. El juliol de 1416 va fer la professió a Assís. Va ser deixeble de Joan de Capistrano i Bernardí de Siena i, com ells, va ser de la branca franciscana dels frares menors observants. El 1423 fou ordenat sacerdot.
Mercès a la seva intervenció, les ciutats de Fermo i Ascoli, enfrontades de feia temps, van signar la pau el 1446 i el 1463. Hàbil predicador, va combatre el moviment dels bogomils que l'església considerava com una heretgia a Bòsnia i el moviment dels hussites a Àustria i Bohèmia. Va predicar també a Alemanya, Suècia, Dinamarca, Polònia i Hongria; arreu va fundar convents, on difongué la devoció al nom de Jesús. Quan Joan de Capistrà va morir el 1456, el va substituir com a comissari de l'orde a Hongria.
Al Concili de Basilea va promoure la unió dels hussites moderats amb l'Església, i al de Florència, la de les esglésies ortodoxa i llatina. Va predicar la croada contra els otomans. A Itàlia, també combaté el moviment radical dels fraticelli i va predicar a moltes ciutats. El 1460 li va ser ofert el càrrec d'arquebisbe de Milà, però el rebutjà. Calixt III, el 1455, el va nomenar jutge en la qüestió entre els franciscans conventuals i els observants; la seva decisió, de 2 de febrer de 1456, no va complaure cap de les parts.

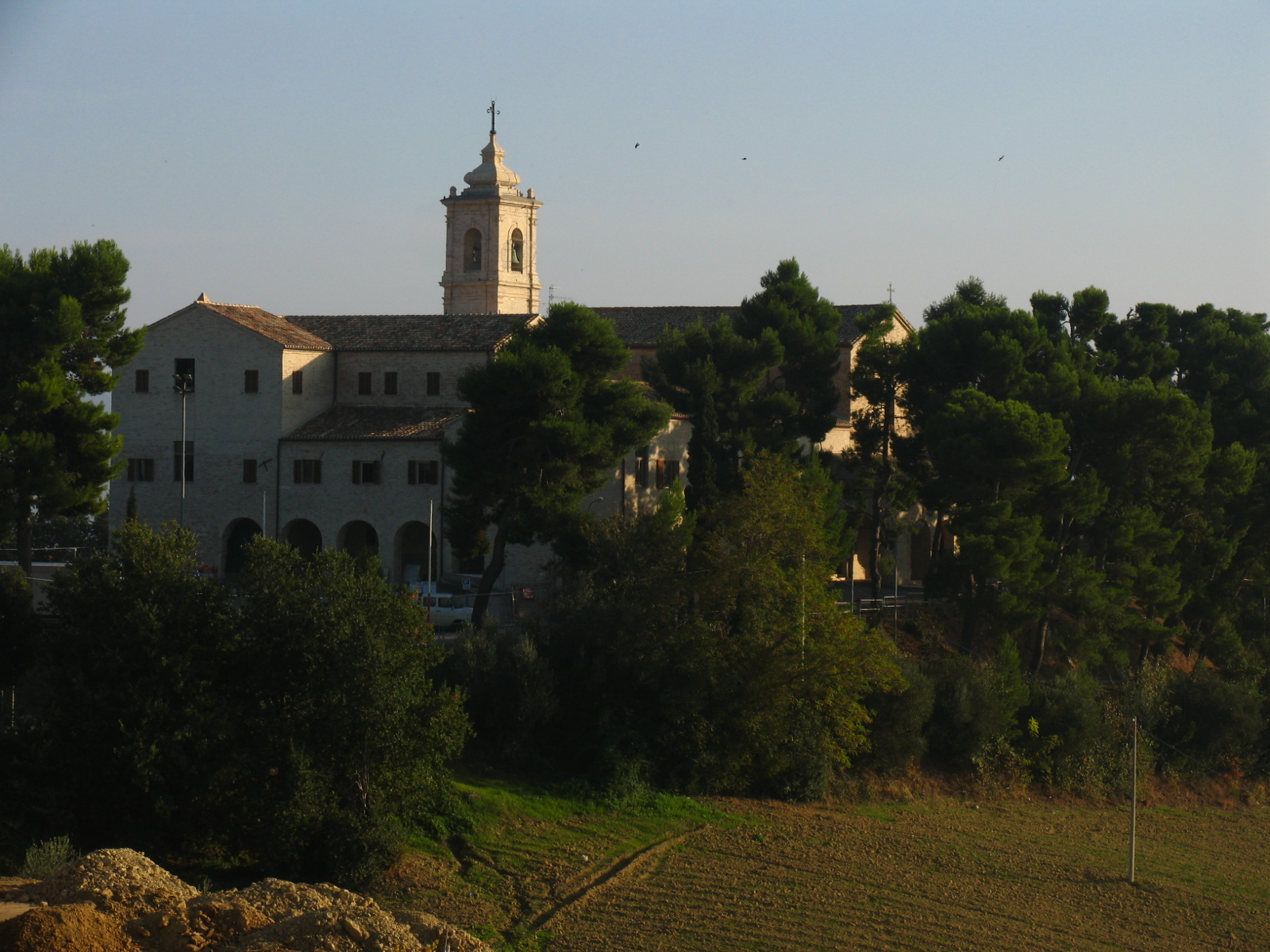
Santuari de S. Maria delle Grazie, a Montepandrone, fundat pel sant i lloc definitiu del seu enterrament.

Va instituir diversos montes pietatis com a institucions de crèdit sense afany de lucre que prestaven diners amb interessos baixos a canvi d'una penyora. Promogué la construcció d'esglésies, convents, biblioteques (com la de Monteprandone, amb una valuosa col·lecció de còdexs), pous i cisternes públiques. Va donar estatuts civils a onze ciutats i va fundar nombroses fraternitats laiques precursors de l'associacionisme catòlic.
A més, va escriure divuit llibres, entre els quals Dialogus contra Fraticellos, Miracles del Nom de Jesús o Itinerarium. A De sanguine Christi effuse exposa la teoria que la sang que Crist havia vessat durant la Passió no s'havia unit a la seva persona divina durant els tres dies que havia estat enterrat i mort. Aquesta opinió va ser trobada herètica per Giacomo da Brescia, inquisidor, que el va citar al tribunal; Jaume no hi anà i, després d'alguns requeriments, apel·là a la Santa Seu, que no arribà a pronunciar-s'hi.
Morí a Nàpols, on havia viscut durant tres anys, el 28 de novembre de 1476. Va ser sebollit a l'església de Santa Maria la Nova; el 2001 les seues restes van ser traslladades al santuari de Santa Maria delle Grazie, que ell mateix havia fundat el 1449 a Monteprandone, el seu poble natal. Va ser beatificat el 12 d'agost de 1624 per Urbà VIII. El Papa Benet XIII el va proclamar sant el 10 de desembre de 1726.